# 1264

## Události
- Přemysl Otakar II. nechal založit město Čáslav
- Řád německých rytířů zřizuje komendu v Chomutově

- před květnem: v Anglii začíná tzv. druhá válka baronů
- 12.–14. květen – bitva u Lewes, Simon de Montfort zajal Jindřicha III. i jeho syna Eduarda a stal se nekorunovaným králem Anglie
- První zmínka o hradu Bezděz.
- První písemná zmínka o hradu Dražice

## Vědy a umění
- Tomáš Akvinský dokončil své dílo Suma proti pohanům

## Narození
- Klement V., 195. papež římskokatolické církve († 20. dubna 1314)

## Úmrtí
- 2. října – papež Urban IV. (* asi 1195)
- 16. listopadu – Li-cung, císař čínské říše Sung (* 26. ledna 1205)
- ? – Treniota, velkokníže litevský (* 1210)

## Hlavy států
- České království – Přemysl Otakar II.
- Svatá říše římská – Richard Cornwallský – Alfons Kastilský
- Papež – Urban IV.
- Anglické království – Jindřich III. Plantagenet
- Francouzské království – Ludvík IX.
- Polské knížectví – Boleslav V. Stydlivý
- Uherské království – Béla IV.
- Byzantská říše – Michael VIII. Palaiologos